# Мостовое (Черняховский район)
Мостовое (до 1938 — Каллвишкен (нем. Kallwischken), до 1946 — Хенгштенберг (нем. Hengstenberg)) — посёлок в Черняховском муниципальном округе Калининградской области. 

## История
В XVIII веке в Каллвишкен прибыли переселенцы из Зальцбурга. В 1910 году в поселении проживало 52 человека.
17 октября 1928 года в состав Каллвишкена вошли соседние поселения Кемсен и Кляйн Ауловёнен. В 1933 году в Каллвишкене проживало 197 жителей, а в 1939 году — 202 человека.
В 1936―1945 годах населённый пункт имел название Хенгстенберг. В 1946 году Хенгстенберг был переименован в Мостовое.

## Население
| 1910 | 1933 | 1939 | 2002 | 2010 |
| ---- | ---- | ---- | ---- | ---- |
| 52   | ↗197 | ↗202 | ↘44  | ↘28  |